# توني وودكوك
أنتوني ستيوارت وودكوك (بالإنجليزية: Tony Woodcock)‏ ، من مواليد 6 ديسمبر 1955 في نوتنغهام في إنجلترا، لاعب كرة قدم إنجليزي سابق. لعب مع منتخب إنجلترا لكرة القدم.

## مسيرته الكروية
لعب توني وودكوك خلال مسيرته الاحترافية مع 6 أندية في عشرون موسمًا وسجل خلالها 139 هدف ضمن 438 مباراة. ولم يفز بأي موسم بالكأس وفاز في موسم واحد بالدوري.
خاض توني وودكوك مسيرته مع نادي نوتينغهام فورست في موسم 1973–74 في المرة الأولى واستمر معه طيلة ثلاثة مواسم ثم في موسم 1976–77 ليلعب معه أربعة مواسم، مشاركًا طوالها في 129 مباراة سجل خلالها 36 هدفًا. ثم انتقل إلى نادي لينكولن سيتي في موسم 1975–76 لمدة موسم واحد، حيث شارك في 4 مباريات سجل خلالها هدفًا واحدًا. لينتقل بعدها إلى نادي كولن في موسم 1979–80 في المرة الأولى واستمر معه طيلة ثلاثة مواسم ثم في موسم 1986–87 ولمدة موسمين، مشاركًا طوالها في 131 مباراة سجل خلالها 39 هدفًا. ثم انتقل إلى نادي أرسنال في موسم 1982–83 ليلعب معه أربعة مواسم، مشاركًا في 131 مباراة سجل خلالها 56 هدفًا. هذا وانتقل لاحقًا إلى نادي فورتونا كولن في موسم 1988–89 ولمدة موسمين، مشاركًا في 37 مباراة سجل خلالها 5 أهداف.